# Zeche St. Georg (Witten)
Die Zeche St. Georg in Durchholz ist ein ehemaliges Steinkohlenbergwerk. Das Bergwerk war auch unter den Namen Zeche St. Georgenbank, Zeche St. George, Zeche St. Georg bei Herbede und Zeche St. Gregorius bekannt. Das Bergwerk gehörte zum Märkischen Bergamtsbezirk und dort zum Geschworenenrevier Hardenstein.

## Bergwerksgeschichte
Im Jahr 1748 wurde ein Flöz aufgeschlossen. Am 5. Mai des Jahres 1759 wurde ein Längenfeld im Bereich Zum Wiesengrund verliehen. Ab dem Jahr 1769 war das Bergwerk für mehrere Jahre in Betrieb. Im Jahr 1794 wurde das Feld St. Gregorius vermessen. Am 2. März des Jahres 1795 wurde das Längenfeld St. Gregorius Erweiterung verliehen. Im Oktober des Jahres 1824 wurde ein verfallener Schacht aufgewältigt und wieder in Betrieb genommen. Im Jahr darauf wurde der Schacht Georg abgeteuft. Der Schacht erhielt als Antrieb einen Göpel. Ab dem Jahr 1827 war das Bergwerk nur zeitweise in Betrieb. Im Jahr 1830 waren die Schächte Hermine, Gustav, Fanny und Laura in Betrieb. Schacht Hermine war mit einem Pferdegöpel ausgestattet. Am 31. Oktober des Jahres 1835 wurde der Betrieb bis zur tieferen Lösung durch den St. Johannes Erbstollen eingestellt. Am 17. Februar des Jahres 1836 wurde für den Stollen das Erbstollenrecht verliehen. Das Stollenmundloch lag bei einer Teufe von + 170 Metern NN, der Stollen wurde in östlicher Richtung aufgefahren. Im Jahr 1839 wurde ein Versuchsschacht geteuft. Im Oktober des Jahres 1840 wurde das Bergwerk wieder in Betrieb genommen. Im selben Jahr wurde der tonnlägige Schacht Georg tiefer geteuft. Der Schacht hatte nun eine flache Teufe von 34 Lachtern und lag damit unterhalb der St. Georg Erbstollensohle. Ab dem Jahr 1842 wurde das Bergwerk durch den St. Johannes Erbstollen gelöst. Im Jahr 1845 war der Pferdegöpelschacht Georg in Förderung. Am 11. August des Jahres 1854 wurde das Erbstollenrecht für den Stollen wieder aufgehoben. Auch im Jahr 1855 war der tonnlägige Schacht Georg in Förderung. Am 20. Mai des Jahres 1862 wurde das Bergwerk unterhalb der St. Johannes Erbstollensohle mit weiteren Bergwerken zur Zeche Vereinigte Bommerbänker Tiefbau vereinigt. Im Jahr 1881 wurde das Bergwerk noch in den Unterlagen genannt. Im Jahr 1882 konsolidierte die Zeche St. Georg mit der Zeche Gideon zur Zeche Vereinigte Gideon.

## Förderung und Belegschaft
Auf dem Bergwerk wurde Esskohle abgebaut. Die ersten bekannten Förderzahlen stammen aus dem Jahr 1830, es wurde eine Förderung von 3434 Tonnen Steinkohle erbracht. Im Jahr 1835 wurden 295 Tonnen Steinkohle gefördert. Im Jahr 1840 wurde eine Förderung von 496 ⅞ preußische Tonnen Steinkohle erbracht. Im Jahr 1842 wurden 6972 preußische Tonnen Steinkohle gefördert. Die letzten bekannten Zahlen stammen aus dem Jahr 1845, mit 19 Bergleuten wurden 480 Tonnen Steinkohle gefördert.